# USS Seadragon (SS-194)
USS Seadragon (SS-194) là một  tàu ngầm lớp Sargo được Hải quân Hoa Kỳ chế tạo ngay trước Chiến tranh Thế giới thứ hai. Nó là chiếc tàu chiến đầu tiên của Hải quân Hoa Kỳ được đặt cái tên này, theo tên loài hải long lá. Nó đã phục vụ trong suốt Thế Chiến II, thực hiện tổng cộng mười ba chuyến tuần tra và đánh chìm mười tàu Nhật Bản với tổng tải trọng 43.450 tấn. Được rút ra khỏi hoạt động trên tuyến đầu vào đầu năm 1945, nó đảm nhiệm vai trò huấn luyện cho đến khi xung đột chấm dứt, và xuất biên chế vào năm 1946. Con tàu cuối cùng bị bán để tháo dỡ vào năm 1948. Seadragon được tặng thưởng mười một Ngôi sao Chiến trận do thành tích phục vụ trong Thế Chiến II.

## Thiết kế và chế tạo
Đặc tính của lớp Sargo hầu như tương tự với  Lớp Salmon dẫn trước, duy trì một tốc độ 21 hải lý trên giờ (39 km/h) để hoạt động phối hợp với các thiết giáp hạm trong đội hình hạm đội. Ngoài ra, tầm hoạt động 11.000 hải lý (20.000 km) cho phép chúng tuần tra đến tận vùng biển nhà Nhật Bản. Hệ thống động lực "tổng hợp" bao gồm bốn động cơ diesel, gồm hai chiếc vận hành trực tiếp trục chân vịt và hai chiếc để chạy máy phát điện dùng cho nạp ắc quy hay tăng tốc trên mặt nước.
Lớp Sargo có chiều dài 310 foot 6 inch (94,64 m), với trọng lượng choán nước khi nổi là 1.450 tấn Anh (1.470 t) và khi lặn là 2.350 tấn Anh (2.390 t). Chúng là lớp tàu ngầm đầu tiên được lắp đặt một kiểu ắc-quy a-xít chì mới "Kiểu Sargo" chịu đựng được hư hại trong chiến đấu nhờ lớp vỏ kép giúp ngăn ngừa việc rò rỉ acid sulfuric, có dung lượng nhỉnh hơn với 126 cell và điện áp danh định tăng lên 270 volt. Seadragon được trang bị kiểu động cơ Hooven-Owens-Rentschler (H.O.R.) 9-xy lanh hoạt động hai chiều vốn gặp nhiều trục trặc kỹ thuật. Trong một cố gắng tạo ra công suất lớn hơn từ một động cơ nhỏ, kiểu động cơ hoạt động hai chiều tỏ ra kém tin cậy. Vào giai đoạn giữa Thế Chiến II chúng được thay thế bởi động cơ GM Cleveland Diesel 16-278A, có thể vào lượt đại tu vào đầu năm 1943.
Vũ khí trang bị chính gồm tám ống phóng ngư lôi 21 in (530 mm), gồm bốn ống trước mũi và bốn ống phía đuôi, một hải pháo 3 inch/50 caliber trên boong tàu và bốn súng máy M1919 Browning .30-caliber (7,62 mm).
Seadragon được đặt lườn tại xưởng tàu của hãng Electric Boat Company ở Groton, Connecticut vào ngày 18 tháng 4, 1938. Nó được hạ thủy vào ngày 21 tháng 4, 1939, được đỡ đầu bởi bà May F. Richardson, phu nhân Đô đốc James O. Richardson, và được cho nhập biên chế cùng Hải quân Hoa Kỳ vào ngày 23 tháng 10, 1939 dưới quyền chỉ huy của Hạm trưởng, Đại úy Hải quân John Graham Johns.

## Lịch sử hoạt động

### 1939 - 1941
Sau chuyến đi chạy thử máy dọc theo bờ Đông Hoa Kỳ và vùng biển Caribe, Seadragon quay trở lại khu vực New England, rồi khởi hành từ New London, Connecticut vào ngày 23 tháng 5, 1940, với Tư lệnh Đội tàu ngầm 17 trên tàu, để đi sang quần đảo Philippine. Đi đến Cavite vào ngày 30 tháng 11, nó thực hành huấn luyện trong thành phần Hạm đội Á Châu. Một năm sau đó, con tàu bắt đầu một đợt đại tu tại Xưởng hải quân Cavite từ ngày 8 tháng 12, 1941 (7 tháng 12 bên kia Đường đổi ngày quốc tế), đúng vào ngày Hải quân Đế Quốc Nhật Bản bất ngờ tấn công căn cứ Trân Châu Cảng, khiến chiến tranh bùng nổ tại Mặt trận Thái Bình Dương.
Hai ngày sau đó 10 tháng 12, Seadragon cùng tàu chị em Sealion (SS-195) đang neo đậu với nhau trong xưởng tàu khi bị máy bay đối phương tấn công. Một quả bom đánh trúng trực tiếp đã phá hủy Sealion, đồng thời gây hư hại cho Seadragon đang neo đậu kế bên. Sức ép của vụ nổ làm hư hại cầu tàu, mảnh bom xuyên thủng các thùng dằn và tháp chỉ huy, làm thiệt mạng một thủy thủ và bị thương năm người khác. Một xưởng ngư lôi trên bờ gần đó cũng bị đánh trúng và hỏa hoạn lan đến gần một con tàu chất đầy ngư lôi neo đậu gần Seadragon. Bất chấp nguy hiểm, tàu cứu hộ tàu ngầm Pigeon (ASR-6) đã đi đến và kéo Seadragon thoát khỏi vùng nguy hiểm, và chiếc tàu ngầm đi đến vịnh Manila bằng động lực của chính mình.
Sau khi được sửa chữa tạm thời bởi Pigeonvà tàu tiếp liệu tàu ngầm Canopus (AS-9), trong đêm 15 tháng 12, Seadragon đón lên tàu các thành viên Ban tham mưu Hạm đội Á Châu, rồi khởi hành từ vịnh Manila lúc nữa đêm ngày 16 tháng 12. Được tàu khu trục Bulmer (DD-222) hộ tống, nó di chuyển về phía Nam, băng qua các eo biển Surigao và Makassar để đi đến Soerabaja, Java. Nó tiễn Ban tham mưu Hạm đội rời tàu và được sửa chữa nhằm chuẩn bị cho chuyến tuần tra đầu tiên trong chiến tranh.

### 1942

#### Chuyến tuần tra thứ nhất
Rời căn cứ hải quân Soerabaja tại Đông Ấn thuộc Hà Lan vào ngày 30 tháng 12, 1941, Seadragon hướng sang khu vực biển Đông để tuần tra dọc theo tuyến hàng hải đối phương ngoài khơi bờ biển Đông Dương thuộc Pháp. Đi đến ngoài khơi vịnh Cam Ranh vào ngày 8 tháng 1, 1942, nó phát hiện một tàu khu trục đối phương hai ngày sau đó, phóng hai quả ngư lôi tấn công nhưng đều bị trượt; tàu chiến đối phương tiếp tục hành trình mà không dừng lại phản công. Đến giữa trưa, nó phát hiện một đoàn tàu vận tải, theo dõi mục tiêu cho đến 13 giờ 00 và tấn công nhưng vẫn không trúng mục tiêu; đoàn tàu đối phương đi vào vịnh Cam Ranh an toàn. Đến tối, chiếc tàu ngầm trồi lên mặt nước để nạp lại ắc-quy khi bị một tàu khu trục đối phương phát hiện; nó phải lặn khẩn cấp né tránh về phía Đông trong khi đối thủ thả hai lượt mìn sâu tấn công.
Vào sáng ngày 12 tháng 1, Seadragon phải cơ động né tránh máy bay tuần tra đối phương. Đến xế trưa nó tiếp cận một đoàn tàu vận tải sáu chiếc, nhưng khi tiếp cận mục tiêu từ độ sâu kính tiềm vọng, nó bị máy bay tuần tra phát hiện. Ba loạt bom phát nổ gần tàu trong khi nó cố lặn sâu về phía Đông để né tránh. Khi trở lên mặt biển lúc 18 giờ 00 để đánh giá hư hại, lớp sơn màu đen mặt trên con tàu bị bong tróc nhiều chỗ, khiến con tàu dễ dàng bị phát hiện từ trên không ngay cả khi lặn nông. Từ đó con tàu buộc phải lặn ở độ sâu 140 foot (43 m) giữa các lần trinh sát bằng kính tiềm vọng, và cho đến 200 foot (61 m) tại các khu vực có máy bay tuần tra đối phương.
Đến ngày 14 tháng 1, Seadragon tuần tra tại khu vực ngoài khơi mũi Dinh, rồi di chuyển xuống phía nam vào ngày hôm sau và đến ngày 16 tháng 1 đã phục kích một đoàn tàu vận tải sắp tiến cận. Tuy nhiên chiếc tàu ngầm lại bị phát hiện từ trên không lúc 11 giờ 15 phút và bị ném bom, nên buộc phải quay trở lại khu vực mũi Dinh, nơi có độ sâu đủ lớn cho phép tuần tra gần bờ. Trong suốt sáu ngày tiếp theo, nó bắt gặp nhiều mục tiêu nhưng không có cơ hội tấn công, cho đến rạng sáng ngày 23 tháng 1. Phát hiện một đoàn tàu bốn chiếc, nó theo dõi mục tiêu cho đến 08 giờ 06 phút, rồi tấn công chiếc tàu buôn dẫn đầu và ghi được một quả ngư lôi trúng đích và đuôi mục tiêu bên mạn trái. Chiếc tàu ngầm phóng bồi thêm hai quả nữa nhưng lại bị trượt, và trong khi các tàu đối phương phân tán, mục tiêu thứ nhất ngập nước phần đuôi và nghiêng sang mạn trái. Seadragon trồi lên mặt nước để truy đuổi, nhưng sự xuất hiện của máy bay đối phương buộc nó phải bỏ dỡ cuộc tấn công.
Tiếp tục ở lại ngoài khơi bờ biển Đông Dương thuộc Pháp thêm bốn ngày nữa, Seadragon sau đó lên đường đi Luzon. Nó tuần tra dọc bờ biển giữa vịnh Subic và vịnh Lingayen từ ngày 29 tháng 1, canh phòng ngoài khơi San Fernando vào ngày 1 tháng 2, rồi sang sáng sớm ngày hôm sau 2 tháng 2 đã tấn công ngầm một đoàn tàu vận tải năm chiếc. Chiếc thứ tư trong đoàn tàu, tàu vận tải Tamagawa Maru (6.441 tấn), trúng ngư lôi và đắm ngoài khơi Bolinao, tại tọa độ 17°16′B 119°48′Đ / 17,267°B 119,8°Đ;  48 hành khách và thủy thủ đã thiệt mạng cùng con tàu. Sau đó chiếc tàu ngầm tiếp tục tuần tra về phía Nam.
Đến đêm 4 tháng 2, Seadragon tiến vào vịnh Manila và thả neo lúc 22 giờ 03 phút, được tiếp tế ngư lôi, thiết bị vô tuyến và phụ tùng cho đến 03 giờ ngày 5 tháng 2. Nó đi ra vùng nước sâu và nằm dưới đáy biển cho đến đêm, rồi trồi lên mặt nước để đón 25 hành khách từ Corregidor. Trong số này có 17 thành viên của Station CAST, đơn vị tình báo tín hiệu vô tuyến và giải mật mã đặt căn cứ tại Cavite. Chiếc tàu ngầm khởi hành lúc 19 giờ 46 phút để đi sang Đông Ấn thuộc Hà Lan, đi đến Soerabaja vào ngày 13 tháng 2. Nó lại lên đường vào ngày 21 tháng 2 để đi sang Tjilatjap, và từ đây được lệnh chuyển đến Australia, đi đến Fremantle, Tây Úc vào ngày 4 tháng 3.

#### Chuyến tuần tra thứ hai
Khởi hành từ Frematle hai tuần sau đó cho chuyến tuần tra thứ hai, Seadragon thoạt tiên tiếp tục hướng sang vùng biển Đông Dương thuộc Pháp. Tuy nhiên lúc đang trên đường đi, nó được điều đến đảo Cebu, Philippines để vận chuyển nhiên liệu và thực phẩm đến Corregidor. Nó chất dỡ lên bờ mười quả ngư lôi cùng 250 quả đạn pháo 3 inch (76 mm), lấy chỗ cho 30 tấn thực phẩm, rồi đến 20 giờ 53 phút ngày 8 tháng 4 đã cặp bên mạn Pigeon, và chuyển giao nhiên liệu cùng bảy tấn thực phẩm. Chiếc tàu ngầm đón lên tàu 23 hành khách (bao gồm 17 thành viên cuối cùng của CAST), rồi tiếp tục chuyến tuần tra lúc 21 giờ 29 phút.
Seadragon tiếp tục ở lại vùng biển về phía Tây Nam Luzon, và hoạt động ở lối ra vào vịnh Subic. Nó phát hiện nhiều mục tiêu vào ngày 11 tháng 4, nhưng chỉ có thể tấn công một tàu khu trục đối phương đang tuần tra. Sau khi ba quả ngư lôi được phóng ra lúc 17 giờ 20 phút, quả thứ nhất kích nổ sớm chỉ sau 29 giây, quả thứ hai trồi lên mặt nước và chạy vòng tròn, và tàu đối phương né tránh được quả thứ ba. Seadragon đổi hướng và lặn xuống đến độ sâu 200 ft (61 m) để né tránh mìn sâu được thả xuống từ tàu đối phương và từ một tàu khu trục thứ hai mới đi đến hiện trường. Sang ngày hôm sau, chiếc tàu ngầm hướng xuống phía Nam, băng qua eo biển Lombok vào ngày 20 tháng 4, và về đến căn cứ Fremantle vào ngày 26 tháng 4.

#### Chuyến tuần tra thứ ba
Trong chuyến tuần tra thứ ba từ ngày 11 tháng 6 đến ngày 2 tháng 8, Seadragon quay trở lại hoạt động tại khu vực biển Đông. Đi đến khu vực tuần tra được chỉ định vào ngày 27 tháng 6, nó tuần tra dọc tuyến hàng hải Singapore-Hong Kong trước khi chuyển sang khu vực ngoài khơi mũi Varella (mũi Kê Gà). Đến sáng ngày 4 tháng 7, nó phóng ngư lôi tấn công chiếc dẫn đầu của một đoàn ba tàu buôn, nhưng đều bị trượt. Các tàu đối phương hướng thẳng đến chiếc tàu ngầm và phản công bằng hải pháo, và sau đó thả mìn sâu; chiếc tàu ngầm thoát khỏi đối thủ mười phút sau đó. Vài giờ sau đó, nó lại phát hiện hai tàu buôn, và phóng tổng cộng bốn quả ngư lôi, nhưng không quả nào trúng đích. Máy bay tuần tra đối phương xuất hiện ngay sau đó, thả mìn sâu tấn công trong suốt hai giờ theo từng loạt hai và ba quả. Cho dù đáy biển ở đây sâu đến 75 sải (137 m), chiếc tàu ngầm vẫn lộ rõ hình dáng trên nền cát trắng, dù sao nó cũng sống sót qua đợt tấn công và tiếp tục tuần tra.
Trong một tuần sau đó, Seadragon tìm cách tiếp cận nhiều mục tiêu nhưng không thể đi đến vị trí tấn công thuận lợi. Đến trước nữa đêm ngày 11 tháng 7, nó bắt gặp mục tiêu tiềm năng và bắt đầu tiếp cận, và đến 02 giờ 10 phút ngày 12 tháng 7 đã phóng một loạt ba quả ngư lôi tấn công. Hai quả trúng đích đã đánh chìm tàu buôn Hiyama Maru 6.171 GRT tại tọa độ 13°48′B 109°33′Đ / 13,8°B 109,55°Đ. Chiếc tàu ngầm sau đó tuần tra tại vùng biển cách mũi Varella 8 nmi (15 km) về phía Đông Bắc.
Đến sáng ngày 13 tháng 7, Seadragon phóng ngư lôi tấn công và đánh chìm Shinyo Maru 4.163 GRT tại tọa độ 13°04′B 109°39′Đ / 13,067°B 109,65°Đ. Chiếc tàu ngầm quay trở lại vùng biển ngoài khơi mũi Varella vào ngày 16 tháng 7, và đến 10 giờ 30 phút đã phóng ngư lôi nhắm vào một đoàn bốn tàu vận tải, nhưng không trúng đích. Các tàu vận tải phản công bằng hải pháo, và Seadragon phóng thêm hai quả ngư lôi trước khi lặn xuống né tránh. Khi nó quay trở lên độ sâu kính tiềm vọng vài phút sau đó, chỉ còn lại ba tàu buôn; Hakodate Maru 5.302 GRT đã bị đánh chìm tại tọa độ 12°55′B 109°29′Đ / 12,917°B 109,483°Đ. Đến ngày 20 tháng 7, Seadragon rời khu vực biển Đông để quay trở về Australia. Trên đường đi vào ngày 4 tháng 8, nó phóng ngư lôi tấn công và gây hư hại cho chiếc Kembu Maru 6.816 GRT tại tọa độ 07°33′B 161°12′Đ / 7,55°B 161,2°Đ.

#### Chuyến tuần tra thứ tư
Seadragon rời căn cứ tại Australia vào ngày 26 tháng 8 cho chuyến tuần tra thứ tư, và tiếp tục hoạt động dọc bờ biển Đông Dương thuộc Pháp. Vào ngày 11 tháng 9, chuyến đi của chiếc tàu ngầm bị chậm trễ do trợ lý quân y Wheeler B. Lipes phải thực hiện một ca phẫu thuật viêm ruột thừa cho một thủy thủ ngay trên tàu, cho dù bản thân Lipes chưa từng được huấn luyện và không có dụng cụ phẫu thuật chuyên dụng. Đây trở thành ca phẫu thuật ruột thừa đầu tiên được thực hiện trên một tàu ngầm ngoài biển khơi. Seadragon đi đến khu vực tuần tra vào ngày hôm sau, và hoạt động trên tuyến hàng hải tại khu vực phụ cận bãi Macclesfield cho đến ngày 16 tháng 9, khi nó chuyển sang hoạt động tại vùng biển ngoài khơi mũi Varella.
Ngoài khơi vịnh Cam Ranh vào ngày 22 tháng 9, Seadragon phát hiện được mục tiêu tiềm năng là một tàu tuần dương được hai tàu khu trục hộ tống. Tuy nhiên bốn quả ngư lôi phóng ra đã không trúng đích, và chiếc tàu ngầm lại bị đối thủ phản công bằng mìn sâu. Một tuần sau đó, trong đêm 29 tháng 9, nó theo dõi một đoàn tàu năm tàu buôn, và đến 01 giờ 22 phút ngày 30 tháng 9 đã phóng ngư lôi tấn công ngay trên mặt nước, gây hư hại cho một tàu buôn. Seadragon tiếp tục cơ động để đón đầu đoàn tàu cho đợt tấn công tiếp theo, nhưng bị một tàu hộ tống phát hiện, và phải lặn xuống né tránh khi đối thủ thả sáu quả mìn sâu tấn công. Chiếc tàu ngầm trở lên mặt nước và nỗ lực rút ngắn khoảng cách với mục tiêu, nhưng phải bỏ cuộc ba giờ sau đó do động cơ bị quá tải.
Đến chiều tối ngày 3 tháng 10, Seadragon rời khu vực biển Đông, và sau năm ngày đã tuần tra các lối tiếp cận Balikpapan. Đến ngày 10 tháng 10, ngư lôi phóng ra từ các ống phóng phía đuôi đã đánh trúng chiếc Shigure Maru 2.445 GRT, khiến tàu chở hàng đối phương đắm chỉ sau 47 giây tại tọa độ 01°01′N 117°23′Đ / 1,017°N 117,383°Đ. Sang ngày hôm sau 11 tháng 10, chiếc tàu ngầm tuần tra ngoài khơi mũi William và mũi Mandar, và ngoài khơi Makassar vào ngày 12 tháng 10. Nó băng qua eo biển Lombok vào ngày 14 tháng 10 và về đến Fremantle vào ngày 20 tháng 10.

#### Chuyến tuần tra thứ năm
Seadragon được tái trang bị cặp bên mạn tàu tiếp liệu tàu ngầm Holland (AS-3) tại Fremantle, rồi từ các chiếc Griffin (AS-13) và Fulton (AS-11) tại Brisbane, Australia. Nó xuất phát từ đây vào ngày 23 tháng 11 cho chuyến tuần tra thứ năm tại khu vực quần đảo Bismarck. Đi đến khu vực tuần tra được chỉ định vào ngày 29 tháng 11, chiếc tàu ngầm hoạt động dọc theo tuyến hàng hải Rabaul-Shortland cho đến ngày 1 tháng 12, khi nó tiếp cận bờ biển New Britain để đánh chặn tàu bè đối phương đi đến bãi đổ bộ Buna, nhưng trong suốt mười ngày tiếp theo, nó không thể xâm nhập đội hình tàu đối phương. Đến sáng ngày 11 tháng 12, phát hiện một tàu buôn được một tàu chiến hộ tống đang vòng qua mũi St. George, New Ireland, nó phóng hai quả ngư lôi tấn công chiếc tàu buôn, và một quả trúng đích không đủ để đánh chìm mục tiêu. Tàu hộ tống đối phương đã thả mìn sâu phản công trước khi kéo chiếc tàu buôn bị hư hại đi đến Rabaul, và máy bay tuần tra đối phương đã ngăn trở Seadragon tiếp tục tấn công.
Đến ngày 21 tháng 12, được thông tin tình báo tín hiệu báo trước, Seadragon phát hiện một tàu ngầm đối phương gần mũi St. George lúc 06 giờ 20 phút, nên tiếp cận và phóng ba quả ngư lôi tấn công lúc 06 giờ 37 phút từ khoảng cách 850 yd (780 m). Quả thứ nhất trượt khỏi mục tiêu, quả thứ hai bị kích nổ sớm sau khi được phóng chỉ có 18 giây, còn quả thứ ba trúng đích phía đuôi tàu đã đánh chìm tàu ngầm I-4 tại tọa độ 05°02′N 152°33′Đ / 5,033°N 152,55°Đ. Tuy nhiên sức dội ngược lại do vụ nổ của quả ngư lôi thứ hai đã gây hư hại cho bản thân Seadragon, khiến chiếc tàu ngầm tạm thời mất kiểm soát độ sâu. Đến ngày 25 tháng 12, nó tiếp tục tấn công và gây hư hại cho một tàu buôn, rồi rời khu vực tuần tra vào ngày 26 tháng 12, và về đến căn cứ Trân Châu Cảng vào ngày 7 tháng 1, 1943.

### 1943
Từ Trân Châu Cảng, tiếp tục đi đến vùng bờ Tây, nơi nó được đại tu tại Xưởng hải quân Mare Island từ ngày 16 tháng 1 đến ngày 8 tháng 4. Con tàu được thay thế ắc-quy, trang bị radar kiểu mới đồng thời chuyển vị trí khẩu hải pháo 3-inch ra phía trước cầu tàu. Sau khi công việc hoàn tất, nó lên đường quay trở lại Trân Châu Cảng vào giữa tháng 4.

#### Chuyến tuần tra thứ sáu
Dưới quyền chỉ huy của hạm trưởng mới Royal L. Rutter, Seadragon xuất phát từ Trân Châu Cảng vào ngày 9 tháng 5 cho chuyến tuần tra thứ sáu, hướng sang khu vực Micronesia, và bắt đầu tuần tra tại khu vực quần đảo Caroline từ ngày 19 tháng 5. Vào ngày hôm sau 20 tháng 5, nó chạm trán với một tàu ngầm di chuyển song song trên mặt biển, nhưng cả hai phía cùng bị bất ngờ nên không kịp phản ứng trước khi tách ra xa, và chiếc tàu ngầm lạ đã lặn khẩn cấp. Đến ngày 22 tháng 5, Seadragon bắt đầu hoạt động chung quanh căn cứ chủ lực Truk của Nhật Bản, và trong suốt mười một ngày tiếp theo đã tuần tra khu vực neo đậu giới hạn bởi các đảo Dublon, Fefan và Uman. Nó rời khu vực Truk vào ngày 4 tháng 6 để trinh sát Ponape, rồi hướng sang quần đảo Marshall để tuần tra các tuyến hàng hải hướng đến Kwajalein. Cho dù tàu chiến và máy bay đối phương thường xuyên tuần tra ngăn trở hoạt động của chiếc tàu ngầm, nó cũng đã gây hư hại cho một tàu buôn vào ngày 13 tháng 6 trước khi rời khu vực bốn ngày sau đó. Nó đi đến Midway vào ngày 21 tháng 6 trong hành trình quay trở về Trân Châu Cảng để sửa chữa bánh lái.

#### Chuyến tuần tra thứ bảy
Sau đó Seadragon dành phần lớn thời gian của chuyến tuần tra thứ bảy từ ngày 18 tháng 7 đến ngày 30 tháng 8 để hoạt động tại khu vực phụ cận đảo Wake và quần đảo Marshall. Máy bay đối phương liên tục tuần tra tại vùng biển này khiến chiếc tàu ngầm chỉ có thể gây hư hại cho năm tàu buôn đối phương. Nó chuyển sang trinh sát đảo Wotje vào giữa tháng 8 trước khi kết thúc chuyến tuần tra tại Trân Châu Cảng.

#### Chuyến tuần tra thứ tám
Trong chuyến tuần tra thứ tám từ ngày 24 tháng 9 đến ngày 5 tháng 11, Seadragon tiếp tục hoạt động tại khu vực quần đảo Marshall, bao gồm 31 ngày tuần tra các tuyến hàng hải hướng đến Kwajalein. Một lần nữa, hoạt động của tàu chiến và máy bay đối phương làm giới hạn đáng kể khả năng của chiếc tàu ngầm, và nó chỉ gây hư hại cho một tàu vận tải đối phương vào ngày 13 tháng 10.

### 1944

#### Chuyến tuần tra thứ chín
Seadragon quay trở lại vùng biển quần đảo Caroline trong chuyến tuần tra thứ chín từ ngày 14 tháng 12, 1943  đến ngày 5 tháng 2, 1944. Nó đã hoạt động dọc theo tuyến hàng hải giữa Truk và Saipan, và đã gây hư hại cho hai hoặc ba tàu buôn.

#### Chuyến tuần tra thứ mười
Trong đợt đại tu tiếp theo, khẩu hải pháo trên boong của Seadragon được nâng cấp lên cỡ 4 in (100 mm), và chiếc tàu ngầm rời Trân Châu Cảng vào ngày 1 tháng 4 dưới quyền chỉ huy của hạm trưởng mới James H. Ashley, Jr., cho chuyến tuần tra thứ mười tại vùng biển các đảo chính quốc Nhật Bản. Đi đến khu vực tuần tra được chỉ định vào ngày 15 tháng 4, nó băng ngang qua Izu Ōshima vào ngày hôm sau để tuần tra các lối ra vào Bungo và Kii của biển nội địa Seto. Đến sáng ngày 23 tháng 4, sau khi phát hiện một đoàn bốn tàu buôn được ba tàu tuần tra hộ tống đang di chuyển về hướng mũi Shionomisaki, Seadragon tiếp cận và phóng ngư lôi tấn công chiếc tàu buôn thứ ba, là chiếc tàu buôn chở nặng nhất. Trong khi Daiju Maru 1.279 GRT đắm tại tọa độ 33°35′B 135°45′Đ / 33,583°B 135,75°Đ, các tàu hộ tống phản công trong suốt ba giờ với 40 quả mìn sâu được thả xuống.
Cuối ngày hôm đó, Seadragon tìm cách tấn công một tàu chiến phụ trợ nhưng bất thành, và đến ngày 26 tháng 4 đã di chuyến đến khu vực dọc tuyến hàng hải Tokyo-Manila, nơi nó gây hư hại cho một tàu buôn vào ngày 27 tháng 4. Sang ngày hôm sau 28 tháng 4, nó chuyển sang hoạt động dọc tuyến hàng hải Nagoya-Saipan, rồi đến ngày 3 tháng 5, nó lại hoạt động  trên tuyến Tokyo-Guam-Saipan-Truk, nhưng không đánh chìm thêm được mục tiêu nào. Chiếc tàu ngầm rời khu vực tuần tra vào ngày 13 tháng 5 để quay trở về Midway, và lúc đang trên đường đi vào ngày 17 tháng 5, nó chặn đánh một tàu đánh cá vũ trang đối phương bằng hải pháo. Seadragon ghé qua Midway trước khi kết thúc chuyến tuần tra tại Trân Châu Cảng vào ngày 25 tháng 5.

#### Chuyến tuần tra thứ mười một
Seadragon được đại tu động cơ tại Xưởng hải quân Mare Island trong mùa Hè, rồi quay trở lại Trân Châu Cảng vào ngày 7 tháng 9 và lên đường vào ngày 23 tháng 9 cho chuyến tuần tra thứ mười một, phối hợp trong thành phần một bầy sói bao gồm các tàu ngầm Shark (SS-314) và Blackfish (SS-221). Sau khi được tiếp thêm nhiên liệu tại Saipan vào ngày 3 tháng 10, Shark và Blackfish tiếp tục hành trình vào ngày hôm sau để đi sang khu vực tuần tra được chỉ định về phía Bắc biển Đông. Seadragon phải ở lại Saipan để sửa chữa nên chỉ lên đường vào ngày 5 tháng 10, và đi đến ngoài khơi đảo Batan, Philippines vào ngày 9 tháng 10, bắt liên lạc với Shark và Blackfish để hình thành nên tuyến tuần tra.
Vào đêm 21 rạng sáng ngày 22 tháng 10, bầy sói theo dõi một đội hình tàu chiến đối phương do một tàu sân bay dẫn đầu. Đến 06 giờ 15 phút ngày 24 tháng 10, Shark thông báo phát hiện mục tiêu, và Seadragon hướng đến địa điểm mục tiêu, nhìn thấy đối phương qua kính tiềm vọng nhưng ở khoảng cách quá xa. Đến 09 giờ 20 phút, nó xác định mục tiêu bao gồm ba tàu buôn được một tàu khu trục và một máy bay tuần tra hộ tống, và đến 10 giờ 55 phút, Seadragon phóng một loạt bốn quả ngư lôi nhắm vào chiếc tàu buôn dẫn đầu, mà sau này được xác định là chiếc Eiko Maru 1.843 GRT, ở vị trí 20°10′B 118°16′Đ / 20,167°B 118,267°Đ.
Quả ngư lôi thứ nhất trồi lên mặt nước và chạy loạn xạ, nên bị tàu khu trục đối phương phát hiện, và nó thả mìn sâu tấn công Seadragon. Trong khi chiếc tàu lặn xuống để né tránh, nó nghe thấy hai vụ nổ của ngư lôi, rồi chịu đựng 11 quả mìn sâu được đối phương thả xuống phản công. Khi Seadragon trồi lên độ sâu kính tiềm vọng lúc 11 giờ 54 phút để quan sát, tàu hộ tống đối phương đang ở cách đuôi tàu 4 mi (6,4 km) và đang cứu vớt những người sống sót, trong khi hai chiếc tàu buôn còn lại ở phía trước chiếc tàu ngầm và di chuyển với tốc độ chỉ khoảng 2–3 kn (3,7–5,6 km/h). Khi chiếc tàu khu trục đối phương quay trở lại cùng đội hình, Seadragon phóng một loạt bốn quả ngư lôi thứ hai tấn công lúc 12 giờ 14 phút. Ba quả trúng đích đã đánh chìm mục tiêu thứ hai, tàu chở hàng khách-hàng hóa Taiten Maru 6.442 GRT, trong vòng không đầy hai phút tại tọa độ 20°31′B 118°32′Đ / 20,517°B 118,533°Đ.
Một lần nữa Seadragon lặn sâu để ẩn nấp, và chịu đựng 15 quả mìn sâu do đối phương thả xuống phản công. Khi chiếc tàu ngầm trồi lên độ sâu kính tiềm vọng lúc 13 giờ 10 phút, chiếc tàu buôn duy nhất còn lại chất đầy người và di chuyển chậm, trong khi chiếc tàu hộ tống đi vòng quanh để bảo vệ. Seadragon lại tấn công lần thứ ba lúc 14 giờ 04 phút, phá vỡ mũi tàu và khiến phần còn lại của chiếc tàu chở hàng khách-hàng hóa Kokuryu Maru 7.369 GRT chìm nhanh chóng tại tọa độ 20°33′B 118°34′Đ / 20,55°B 118,567°Đ. Chiếc tàu ngầm tiếp tục chịu đựng thêm 25 quả mìn sâu thả xuống phản công trước khi thoát ra được. Đến 18 giờ 58 phút, Seadragon tìm cách bắt liên lạc với Shark nhưng không thành công; rất có thể Shark đã bị tàu khu trục Harukaze đánh chìm.
Sang ngày 26 tháng 10, Seadragon hướng đến Luzon, Philippines; tại đây trong các ngày 27 và 28 tháng 10, nó làm nhiệm vụ tìm kiếm và giải cứu những phi công bị bắn rơi. Đến ngày 29 tháng 10, nó được lệnh rút lui về Midway, đến nơi vào ngày 8 tháng 11.

#### Chuyến tuần tra thứ mười hai
Sau khi được tái trang bị tại Midway, Seadragon xuất phát từ đây vào ngày 3 tháng 12 cho chuyến tuần tra thứ mười hai, và quay lại hoạt động tại vùng biển ngoài khơi Nhật Bản. Tại đây nó truy lùng tàu bè đối phương cũng như tìm kiếm và giải cứu những phi công bị bắn rơi. Đến ngày 10 tháng 1, 1945, chiếc tàu ngầm chuyển sang khu vực quần đảo Bonin để thực hiện những nhiệm vụ tương tự. Con tàu hướng xuống phía Nam vào ngày 19 tháng 1, và kết thúc chuyến tuần tra tại Guam vào ngày 22 tháng 1. Nó khởi hành ngay ngày hôm sau để quay trở về Trân Châu Cảng.

### 1945
Sau khi được tái trang bị, Seadragon đi về vùng bờ Tây, nơi nó phục vụ huấn luyện chống tàu ngầm cho các đơn vị Không lực Hải quân. Vào tháng 5, con tàu được điều sang Hạm đội Đại Tây Dương, và trong những tháng cuối cùng của cuộc chiến tranh đã phục vụ huấn luyện tại các căn cứ ở vịnh Guantánamo, Cuba và Key West, Florida. Đến tháng 9, nó chuyển đến Căn cứ Tàu ngầm Hải quân tại New London, Connecticut, rồi lại chuyển đến Xưởng hải quân Boston ở Boston, Massachusetts, nơi nó được cho xuất biên chế vào ngày 15 tháng 11, 1945.
Tuy nhiên chỉ bốn tháng sau đó, chiếc tàu ngầm được cho tái biên chế vào ngày 8 tháng 2, 1946 để phục vụ cho việc ngừng hoạt động và bảo tồn các tàu ngầm, kể cả những chiếc U-boat, tại Hingham, Massachusetts. Seadragon được cho xuất biên chế lần sau cùng vào ngày 29 tháng 10, 1946 và được đưa về Hạm đội Dự bị Đại Tây Dương cho đến khi bị xóa tên khỏi danh sách Đăng bạ Hải quân vào ngày 30 tháng 4, 1948. Seadragon bị bán để tháo dỡ trong năm 1948.

## Phần thưởng
Seadragon được tặng thưởng mười một Ngôi sao Chiến trận do thành tích phục vụ trong Thế Chiến II. Nó được ghi công đã đánh chìm mười tàu Nhật Bản với tổng tải trọng 43.450 tấn.
|  |                                         |  |
|  | Silver star · Silver star · Bronze star |  |

| Dãi băng Hoạt động Tác chiến  |                                                                          |                                      |
| Huân chương Chiến dịch Hoa Kỳ | Huân chương Chiến dịch Châu Á-Thái Bình Dương với 11 Ngôi sao Chiến trận | Huân chương Chiến thắng Thế Chiến II |